# 奥浜レイラ
奥浜 レイラ（おくはま レイラ、1984年6月3日 - ）は、日本のタレント。神奈川県生まれ。

## 人物
アメリカと日本のハーフ（両親が共に両国のハーフ）であるが、英語は話せない。神奈川県内の私立高校を経て、東京都内の私立大学卒業。5歳から18歳まで合気道を習い初段をもっているが、もっぱら護身専門である。手話通訳ができる。
2006年から2009年まで3年間、『ズームイン!!SUPER』（日本テレビ）でコーナーキャスターを担当した。
2012年、『週刊プレイボーイ』2012 No.53（2012年12月19日、集英社）でヌードグラビアを披露している。

## 出演番組

### 現在

#### テレビ
- 買物大スキ!女神の市場（日本テレビ） - アシスタントレポーター
- ストリートファイターズ（テレビ朝日） - 準レギュラー
- 洋楽天国EXXTRA(TVKテレビ)  -MC

#### ラジオ
- DIG THE ROCKS（bayfm）

#### インターネット
- おとちぇき!!（2011年9月14日 - 、ニコニコ生放送） - MC

### 過去
- TRANSPORTER（スペースシャワーTV） - VJ
- スペイン語会話（NHK教育テレビジョン）
- ズームイン!!SUPER（月 - 金、日本テレビ系列）（2006年4月 - 2009年3月）
- ザ☆スター（NHK BShi・BS2、2010年5月21・22日（八代亜紀回）） - ゲスト
- TVアニメ「薬屋のひとりごと」第2クール突入記念特番（ABEMA、2024年1月6日） - MC
- 薬屋のひとりごと ABEMA特番 宮中居残り男子会SP（ABEMA、2025年5月16日） - MC

#### DVD
- Traffic East Asia Japan（ワシントン条約や野生生物の「持続可能な消費」に関するDVDのナビゲータとして出演）